# Абьют, Роджер
Роджер Абьют (англ. Roger Tom Abiut; род. 1972?) — политический деятель Вануату, бывший спикер парламента страны, дважды был исполняющим обязанности президента Вануату.
В 2003 году, в возрасте 31 года, был избран спикером парламента Вануату, сменив на этом посту Генри Тага. При этом он стал самым молодым в истории Вануату жителем страны, занявшим этот важный пост.
Согласно Конституции Вануату, после окончания 5-летнего срока президента Джона Бани 24 марта 2004 года Абьют стал и. о. президента, оставаясь им до избрания 12 апреля коллегией выборщиков нового президента страны — Альфреда Мазенга. Мазенг был отрешён от должности решением Верховного суда 11 мая 2004 года, и Абьют вновь стал и. о. президента. В этот же день он распустил парламент Вануату по рекомендации премьер-министра Эдварда Натапеи и назначил новые парламентские выборы, что привело в недоумение оппозиционных парламентариев, которые обратились в Верховный суд Вануату по поводу легитимности этих действий Абьюта. Тем не менее суд вынес решение в пользу и. о. президента.
7 июля 2004 года состоялись очередные выборы в парламент, на которых Абьют потерпел поражение. В результате 28 июля 2004 года на первой сессии парламента он был вынужден оставить пост спикера и и. о. президента.